# Blæsebælg
En blæsebælg er en anordning, der er konstrueret til at levere et kraftigt pust af luft. Den enkleste form består af en fleksibel pose, der så vidt muligt er lufttæt, og som ofte er fremstillet i læder, der er omfattet af to stive brædder eller plader med et håndtag. For enden er et mundstykke, hvor luften kommer ud, når blæsebælgen presses sammen. I den ene af de stive plader er en ventil, der tillader luft at komme ind i posen, når blæsebælgen trækkes fra hinanden. En blæsebælg har mange anvendelser, men bruges særligt meget til at puste på et bål eller en flamme for at øge mængden af tilgængelig ilt.
I en smedje benyttes ofte to blæsebælge, der er ude af takt, således at den ene puste, når den anden tager luft ind. På denne måde er der et kontinuerligt pust, og derved ny luft til at hold liv i ilden.
Blæsebælge kendes langt tilbage i historien, og har bl.a. været brugt til at støbe bronze og smedning i middelalderen.